# ニュンペー

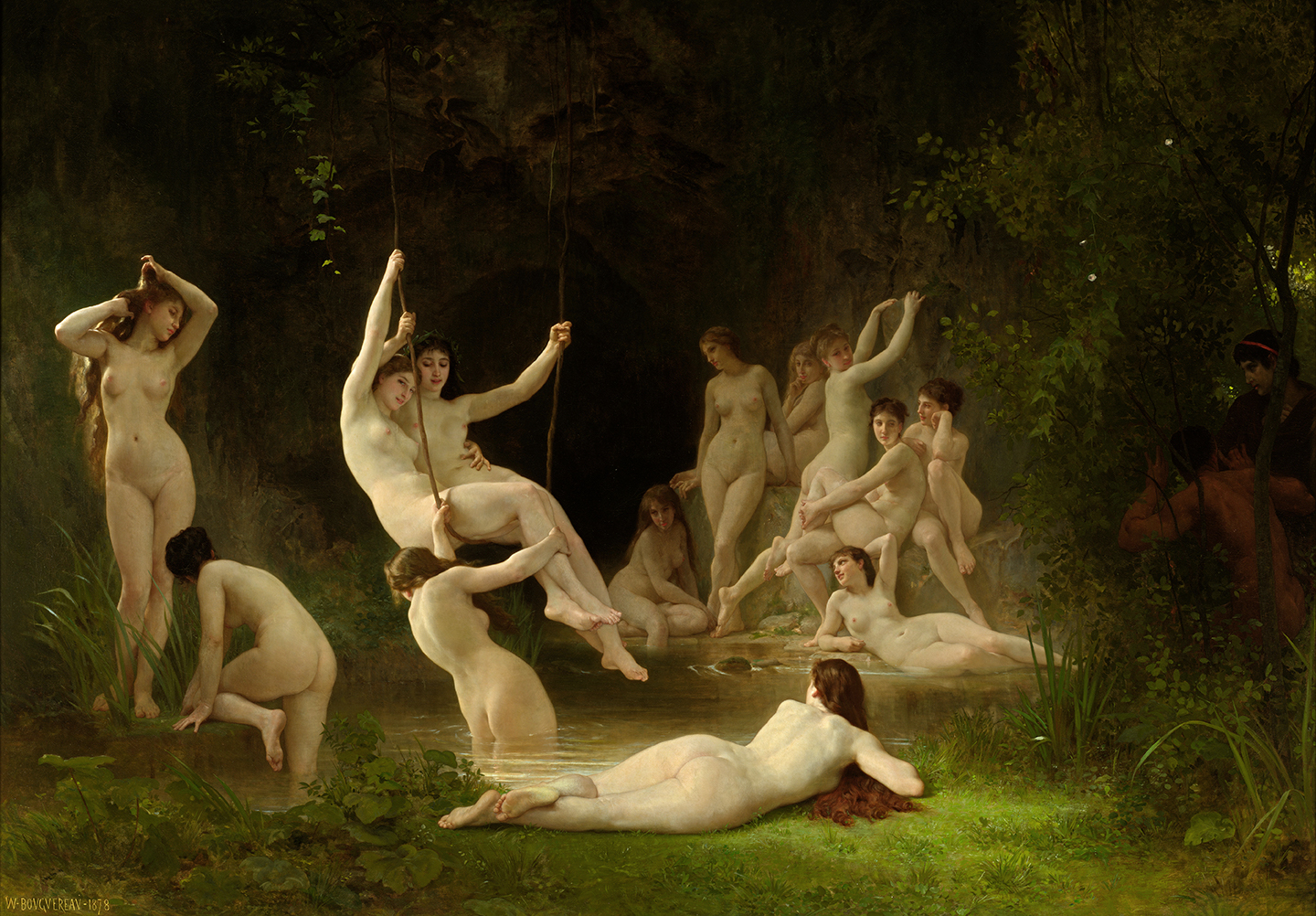
ウィリアム・アドルフ・ブグロー作『ニンフたち』（1878年） ストックン、ハギン美術館（en）所蔵

ニュンペー（古希: Νύμφη、古代ギリシア語ラテン翻字: Númphē）は、ギリシア神話などに登場する下級女神（精霊）である。
山や川、森や谷に宿り、これらを守っている。
一般に歌と踊りを好む若くて美しい女性の姿をしている。
ギリシア語の普通名詞としては「花嫁」や「新婦」を意味する。
英語読みでニンフ（英語: Nymph）とも呼ばれる。複数形はニュンパイ（古希: Νύμφαι、古代ギリシア語ラテン翻字: Númphai）。ギリシア語の表記揺れでニュンペ、ニュムペー、ニュンフェなどとも呼ばれる。

## 概要
オリュンポス十二神のように完全な不老不死ではないが、非常に長命であるとされる。
また、樹木のニュンペーなどは、守護している樹木が枯れると自身も共に死ぬという。
庭園や牧場に花を咲かせ、家畜を見張り、狩りの獲物を提供し、守護する泉の水を飲む者に予言の力を授けたり、病を治すなど、恩寵を与える者として崇拝の対象となり、ニュンペーのいるとされる泉などには、しばしば供物が捧げられた。
ヘスペリデスの園を知る海神ネーレウスの居場所をヘーラクレースに教えたニュンペーたちは、ゼウスとテミスの間の娘であった。

## 暗黒面
その一方、粗野な妖精とする伝承もあり、アルテミスやディオニューソスなどの野性的な神々に付き従い、山野などで踊り狂う。また、森の中を行く旅人を魔力で惑わせたり、姿を見た者にとり憑いて正気を失わせたりする恐ろしい一面もある。
また人間の若者に恋をし、しばしば攫っていく。このため女性の過剰性欲を意味するニンフォマニア（nymphomania）という言葉の語源となった。ニュンペーの恋愛譚は、神話や伝承に数多く残っているが、哀しい結末で終わることが多い。

## 分類
その住居とする所により様々な種別に分化している。
- 海精：ネーレーイス／ネーレーイデス（複数） Nereis, Nereides
- 水精：ナーイアス／ナーイアデス（複数） Naias, Naiades[2]
- 木精：ドリュアス／ドリュアデス（複数） Dryas, Dryades[2]
- 山精：オレイアス／オレイアデス（複数） Oread, Oreades
- 森精：アルセイス／アルセイデス（複数） Alseid, Alseides
- 谷精：ナパイアー／ナパイアイ（複数） Napaea, Napaeae[2]
- 冥精：ランパス／ランパデス（複数） Lampas, Lampades